# Фінал клубного чемпіонату світу з футболу 2016
Фінал Клубного чемпіонату світу з футболу 2016 — фінальний матч Клубного чемпіонату світу з футболу 2016 року, футбольного турніру для клубів-чемпіонів кожної з шести конфередерацій ФІФА та чемпіона країни-господарки турніру. Матч відбувся 18 грудня 2016 року на Міжнародному стадіоні у місті Йокогама, Японія.
«Касіма Антлерс» стала першим азійським клубом, що потрапив до фіналу клубного чемпіонату світу, перемігши переможців Кубка Лібертадорес «Атлетіко Насьйональ» (3:0). Це був також перший раз, коли азійський клуб виграв у матчі проти Південної Америки в історії турніру, а також третій раз, коли південноамериканська команда не виходила до фіналу (після 2010 і 2013 років).
«Реал» виграв матч з рахунком 4:2 після додаткового часу і здобув свій другий титул.

## Шлях до фіналу
| Реал Мадрид                       | Реал Мадрид                       | Клуб                         | Касіма Антлерс         | Касіма Антлерс         |
| --------------------------------- | --------------------------------- | ---------------------------- | ---------------------- | ---------------------- |
| УЄФА                              | УЄФА                              | Конфедерація                 | АФК (Господар)         | АФК (Господар)         |
| Переможець Ліги чемпіонів 2015-16 | Переможець Ліги чемпіонів 2015-16 | Qualification                | Чемпіон Джей-ліги 2016 | Чемпіон Джей-ліги 2016 |
| Суперник                          | Результат                         | Клубний чемпіонат світу 2016 | Суперник               | Результат              |
| Не грали                          | Не грали                          | Плей-оф                      | Окленд Сіті            | 2–1                    |
| Не грали                          | Не грали                          | Чвертьфінали                 | Мамелоді Сандаунз      | 2–0                    |
| Клуб Америка                      | 2–0                               | Півфінали                    | Атлетіко Насьйональ    | 3–0                    |

## Деталі

### Матч
| 18 грудня 2016 19:30 JST |

| «Реал Мадрид»                                            | 4–2      | «Касіма Антлерс»       |
| -------------------------------------------------------- | -------- | ---------------------- |
| Карім Бензема 9' Кріштіану Роналду 60' (пен.), 98', 104' | Протокол | Гаку Сібасакі 44', 52' |

| Ніссан, Йокогама Глядачів: 68 742 Арбітр: Джанні Сіказве |

| «Реал Мадрид» | «Касіма Антлерс» |

| ВР            | 1  | Кейлор Навас      |      |      |
| ПрЗ           | 2  | Даніель Карвахаль | 102' |      |
| ЦЗ            | 5  | Рафаель Варан     |      |      |
| ЦЗ            | 4  | Серхіо Рамос ()   | 55'  | 108' |
| ЛЗ            | 12 | Марсело           |      |      |
| ЦП            | 19 | Лука Модрич       |      | 106' |
| ЦП            | 14 | Каземіро          | 100' |      |
| ЦП            | 8  | Тоні Кроос        |      |      |
| ПрП           | 17 | Лукас Васкес      |      | 81'  |
| ЦФ            | 9  | Карім Бензема     |      |      |
| ЛП            | 7  | Кріштіану Роналду |      | 112' |
| Заміни:       |    |                   |      |      |
| ЗХ            | 6  | Начо              |      | 108' |
| ПЗ            | 16 | Матео Ковачич     |      | 106' |
| ПЗ            | 22 | Іско              |      | 81'  |
| НП            | 21 | Альваро Мората    |      | 112' |
| Тренер:       |    |                   |      |      |
| Зінедін Зідан |    |                   |      |      |

| ВР            | 21 | Хітосі Согахата    |     |      |
| ПрЗ           | 22 | Дайго Нісі         |     |      |
| ЦЗ            | 23 | Наоміті Уеда       |     |      |
| ЦЗ            | 3  | Ген Сьодзі         |     |      |
| ЛЗ            | 16 | Суто Ямамото       | 58' |      |
| ПрП           | 25 | Ясусі Ендо         |     | 102' |
| ЦП            | 10 | Сібасакі Гаку      |     |      |
| ЦП            | 40 | Міцуо Огасавара () |     | 67'  |
| ЛП            | 6  | Рьота Нагакі       |     | 114' |
| ЦФ            | 33 | Му Канадзакі       |     |      |
| ЦФ            | 8  | Сома Дої           |     | 88'  |
| Заміни:       |    |                    |     |      |
| ЗХ            | 24 | Юкітосі Іто        |     | 102' |
| ПЗ            | 11 | Фабрісіо           | 93' | 67'  |
| ПЗ            | 18 | Сухеї Акасакі      |     | 114' |
| НП            | 34 | Юма Судзукі        |     | 88'  |
| Тренер:       |    |                    |     |      |
| Масатада Ісії |    |                    |     |      |

| Помічники арбітра: Марва Ранге Жерсон душ Сантуш Четвертий арбітр: Віктор Кашшаї П'ятий арбітр: Дйордь Рінг Відеоасистенти арбітра: Данні Маккелі Дамир Скомина Бакарі Гассама |  | Правила матчу - 90 хвилин. - 30 хвилин овертайму при необхідності. - Серія післяматчевих пенальті, якщо рахунок залишається рівним. - Дванадцять запасних. - Не більше трьох замін. |

## Статистика
| Статистика       | «Реал Мадрид» | «Касіма Антлерс» |
| ---------------- | ------------- | ---------------- |
| Голів            | 1             | 1                |
| Ударів загалом   | 11            | 4                |
| Ударів в площину | 4             | 1                |
| Сейвів           | 0             | 3                |
| Володіння м'ячем | 55%           | 45%              |
| Кутових          | 4             | 1                |
| Фолів            | 6             | 6                |
| Офсайдів         | 0             | 2                |
| Жовтих карток    | 0             | 0                |
| Червоних карток  | 0             | 0                |

| Статистика       | «Реал Мадрид» | «Касіма Антлерс» |
| ---------------- | ------------- | ---------------- |
| Голів            | 1             | 1                |
| Ударів загалом   | 14            | 5                |
| Ударів в площину | 5             | 4                |
| Сейвів           | 3             | 4                |
| Володіння м'ячем | 61%           | 39%              |
| Кутових          | 9             | 3                |
| Фолів            | 7             | 3                |
| Офсайдів         | 1             | 1                |
| Жовтих карток    | 1             | 1                |
| Червоних карток  | 0             | 0                |

| Статистика       | «Реал Мадрид» | «Касіма Антлерс» |
| ---------------- | ------------- | ---------------- |
| Голів            | 2             | 0                |
| Ударів загалом   | 5             | 2                |
| Ударів в площину | 3             | 0                |
| Сейвів           | 0             | 0                |
| Володіння м'ячем | 62%           | 38%              |
| Кутових          | 1             | 2                |
| Фолів            | 4             | 10               |
| Офсайдів         | 1             | 1                |
| Жовтих карток    | 2             | 1                |
| Червоних карток  | 0             | 0                |

| Статистика       | «Реал Мадрид» | «Касіма Антлерс» |
| ---------------- | ------------- | ---------------- |
| Голів            | 4             | 2                |
| Ударів загалом   | 30            | 11               |
| Ударів в площину | 12            | 5                |
| Сейвів           | 3             | 7                |
| Володіння м'ячем | 59%           | 41%              |
| Кутових          | 14            | 6                |
| Фолів            | 17            | 19               |
| Офсайдів         | 2             | 4                |
| Жовтих карток    | 3             | 2                |
| Червоних карток  | 0             | 0                |